# 彭店水库
彭店水库是中国湖北省孝感市大悟县境内的一座水库，位于滠水支流西大河上，建于1971年。水库正常库容为3276万立方米，集雨面积为30平方千米，海拔为127.8米。